# Par pudeur
Albums de Dave
L'Année de l'amour
(1981) Voyager
(1985)
Par pudeur est le huitième album studio de Dave, sorti le 31 mai 1982 chez CBS.

## Titres
1. Par pudeur
2. Je suis là
3. Une histoire qui meurt
4. On n'a qu'une vie (Hearts on Fire)
5. Celle que j'aimais (Nathalie)
6. Qu'est-ce que je fais ici
7. On s'est déjà rencontré
8. L'amour m'a jeté un froid
9. Dorian Gray
10. Avoir un enfant à moi